# Francisco Villa Nuevo
Francisco Villa Nuevo är en ort i Mexiko.   Den ligger i kommunen Jesús Carranza och delstaten Veracruz, i den sydöstra delen av landet, 500 km sydost om huvudstaden Mexico City. Francisco Villa Nuevo ligger 88 meter över havet och antalet invånare är 138.
Terrängen runt Francisco Villa Nuevo är platt, och sluttar norrut. Runt Francisco Villa Nuevo är det ganska glesbefolkat, med 29 invånare per kvadratkilometer. Närmaste större samhälle är Carolino Anaya Uno, 11,1 km sydost om Francisco Villa Nuevo. Omgivningarna runt Francisco Villa Nuevo är en mosaik av jordbruksmark och naturlig växtlighet.